# Corps national de service aéroporté

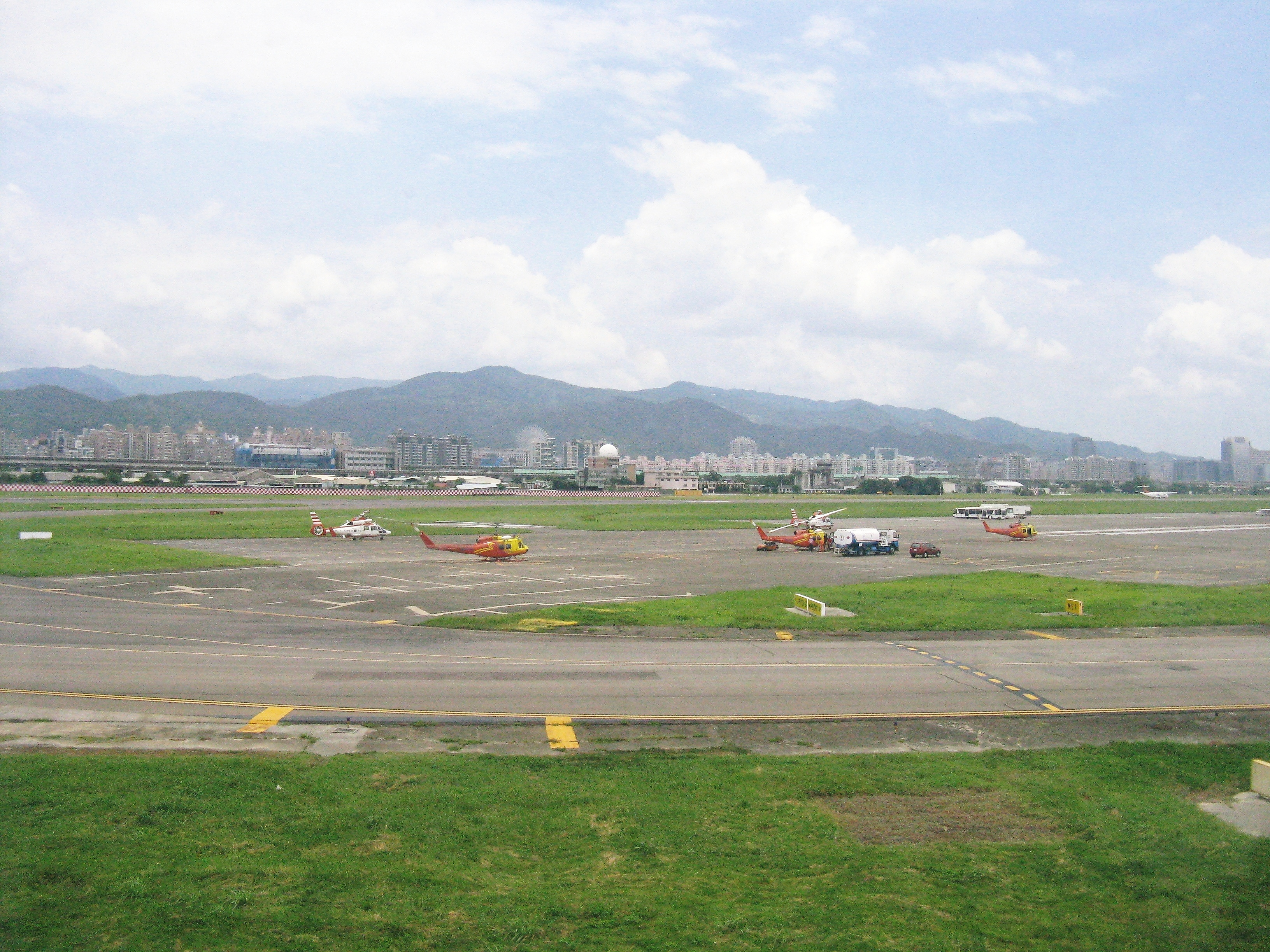
2 UH-1 et 2 Dauphin du service à l'aéroport de Taipei Songshan en 2009.

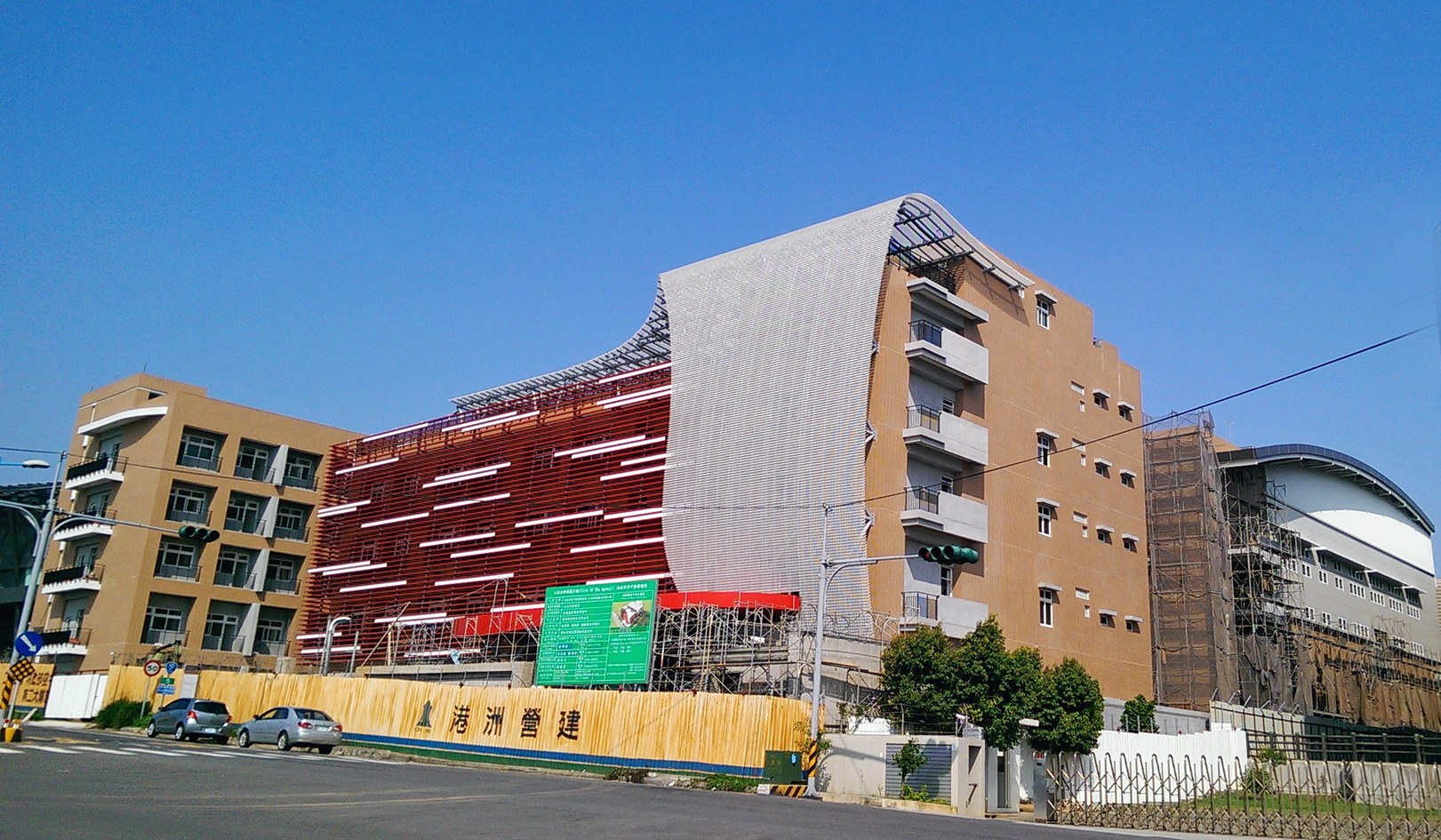
Seconde brigade.

Le Corps national de service aéroporté (officiellement en chinois : 內政部空中勤務總隊, en anglais : National Airborne Service Corps ou NASC) est l’agence du ministère de l'Intérieur de la république de Chine (Taïwan) chargée d’exécuter et de fournir un soutien en matière de recherche et de sauvetage, de secours en cas de catastrophe, de service médical d’urgence, de transport et de surveillance à Taïwan.

## Historique
Le Corps national a été formé avec la fusion de l'escadron de la police nationale, de l'escadron de lutte contre les incendies de l'armée de l'air, de l'équipe d'aviation de l'administration de l'aéronautique civile du ministère des transports et des communications et de l'escadron de patrouille aérienne des garde-côtes. Cette décision annoncée le 10 mars 2004 est effective le 25 novembre 2005.

## Structure organisationnelle
- Division des affaires aéronautiques
- Division de la maintenance
- Centre de commandement
- Secrétariat
- Bureau du personnel
- Bureau de comptabilité
- Bureau d'éthique de la fonction publique
- Brigade de service

## Flotte

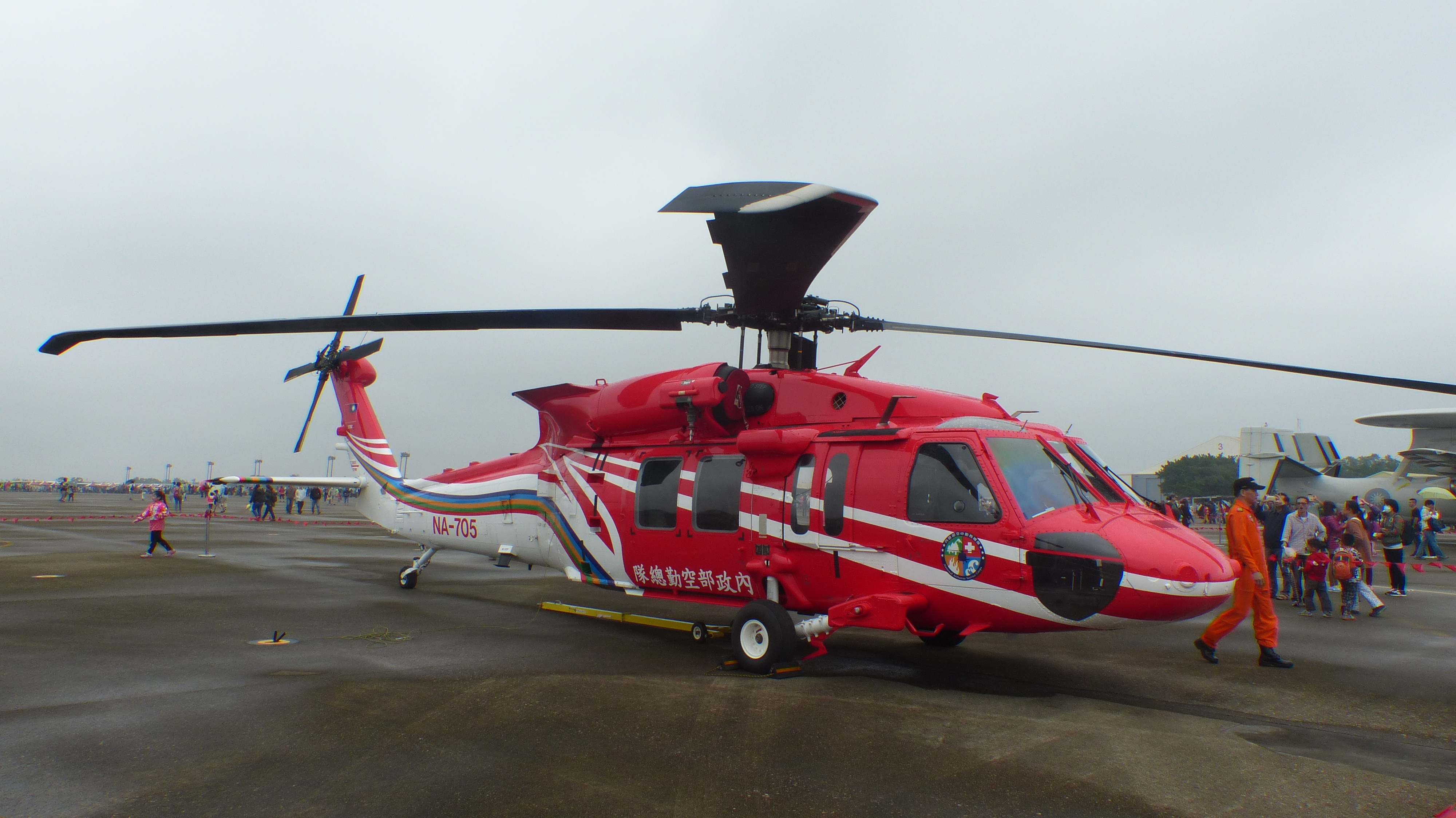
Un UH-60M du NASC en 2016.

Le service dispose en 2014 de 25 hélicoptères, dont 10 permettent de survoler le détroit de Taïwan. Une flotte de 15 Bell UH-1 Iroquois a été depuis retirée du service. 

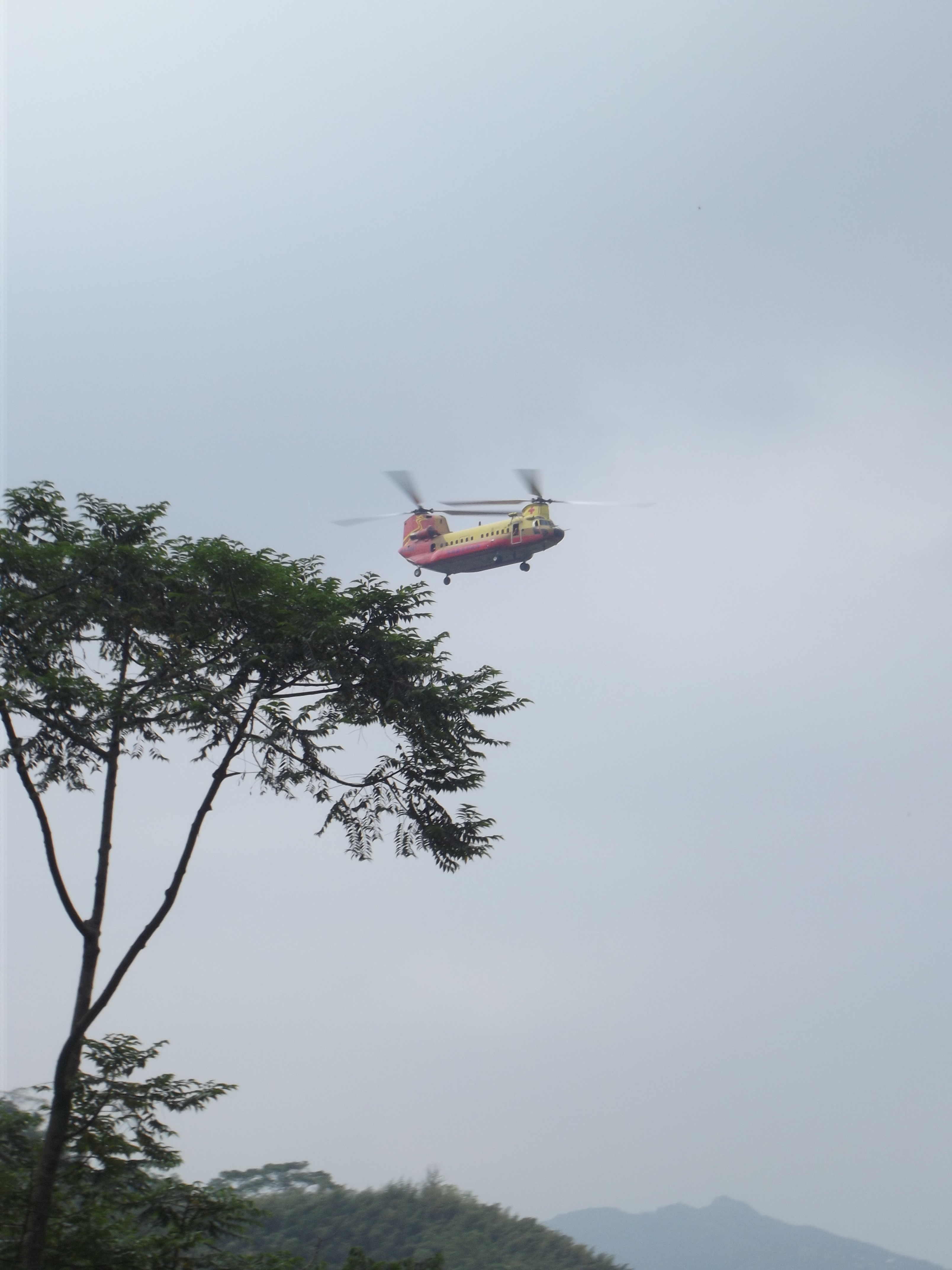
Un Boeing-Vertol 234 du NASC en 2014.

Elle avait également, jusqu'en 2015, 3 Boeing-Vertol 234MLR, version du CH-47 Chinook, livré originellement à l'armée taiwanaise (2 en 1983, 1 en 1986), puis utilisé par le service des forêts.
Il dispose en 2021 de trois types aéronefs.
Un avion King Air 200, neuf SA-365N2 Dauphin originellement livrés à la Police (sur 12 à l'origine, 3 accidentés), et 15 UH-60M Black Hawk.
En 2010, sur une commande de 60 UH-60M passée par le gouvernement de Taïwan pour ses forces armées, 15 sont destinés originellement à ce service. Un a été accidenté en mer le 5 février 2018 tuant les six personnes à bord, 9 sont en service le 1er janvier 2020, la livraison des 6 derniers est prévue en août 2020. Après entraînement, ces derniers sont devenus opérationnels en juillet 2021 amenant la flotte a 15.

## Bases

### Nord
- Aéroport de Taipei Songshan (première brigade)
- Aéroport de Hualien (première brigade)

### Centre
- Aéroport de Taïchung (seconde brigade)

### Sud
- Aéroport de Taïnan (troisième brigade)
- Aéroport international de Kaohsiung (troisième brigade)
- Aéroport de Taïtung (troisième brigade)[9]